# Saint-Marcellin, Isère
Saint-Marcellin este o comună în departamentul Isère din sud-estul Franței. În 2009 avea o populație de 8.041 de locuitori.

## Evoluția populației
| An        | 1975  | 1982  | 1990  | 1999  | 2006  | 2009  |
| --------- | ----- | ----- | ----- | ----- | ----- | ----- |
| Populație | 6.779 | 6.795 | 6.696 | 6.955 | 7.694 | 8.041 |